# Setibhor
Setibhor var en egyptisk drottning. Hon var möjligen gift med farao Djedkara. Hon regerade möjligen som farao eller i varje fall monark i eget namn.